# میثاق بین‌المللی حقوق اقتصادی، اجتماعی و فرهنگی

کشورهایی که عضو میثاق هستند (سبز پررنگ) و کشورهای عضو میثاق هستند ولی هنوز آن را تصویب نکرده‌اند (سبز کم رنگ)

میثاق بین‌المللی حقوق اقتصادی، اجتماعی و فرهنگی در ۱۹۷۶ (میلادی) با تأمین ماده ۲۷ آن به مرحله اجرا رسید و ۱۷۱ کشور هم‌اکنون عضو آن هستند، بندهای حقوق بشری که این میثاق می‌کوشد ترویج و حمایت کند شامل:
- حق کار کردن در شرایط عادلانه و مناسب.
- حق برخورداری از حمایت اجتماعی، معیار زندگی رضایت بخش و عالی‌ترین معیارهای قابل حصول رفاه جسمی و روانی.
- حق آموزش و پرورش، برخورداری از مزایای آزادی فرهنگی و پیشرفت علمی.

## تاریخچه
اعلامیه جهانی حقوق بشر در حالی در ۱۰ دسامبر ۱۹۴۸ به تصویب رسید که شش کشور شوروی سابق، یوگسلاوی، بلاروس، چکسلواکی، آفریقای جنوبی و عربستان سعودی به این اعلامیه رای ممتنع دادند تا به این ترتیب اعلامیه حقوق بشر برای الزام‌آور بودن نیاز به میثاقی بین‌المللی داشت که این میثاق پس از قریب دو دهه تلاش در سال ۱۹۶۶ مورد تصویب ۱۴۸ کشور درآمد و به این ترتیب برای کلیه اعضای سازمان ملل الزام‌آور شد.
براساس این میثاق کمیته‌ای تشکیل شد تا بر پیروی کشورهای از این میثاق نظارت کند.